# كارلو مونتانارو
كارلو مونتانارو هو موزع إيطالي، ولد في القرن العشرين في سيسينا (بلدة) في إيطاليا.